# Зејнсвил (Индијана)
Зејнсвил (енгл. Zanesville) град је у америчкој савезној држави Индијана.

## Демографија
По попису из 2010. године број становника је 600, што је 2 (-0,3%) становника мање него 2000. године.
| Група             | 2000.       | 2010.       |
| Белци             | 597 (99,2%) | 583 (97,2%) |
| Афроамериканци    | 0 (0,0%)    | 1 (0,2%)    |
| Азијати           | 0 (0,0%)    | 0 (0,0%)    |
| Хиспаноамериканци | 1 (0,2%)    | 9 (1,5%)    |
| Укупно            | 602         | 600         |